# Kate Beahan

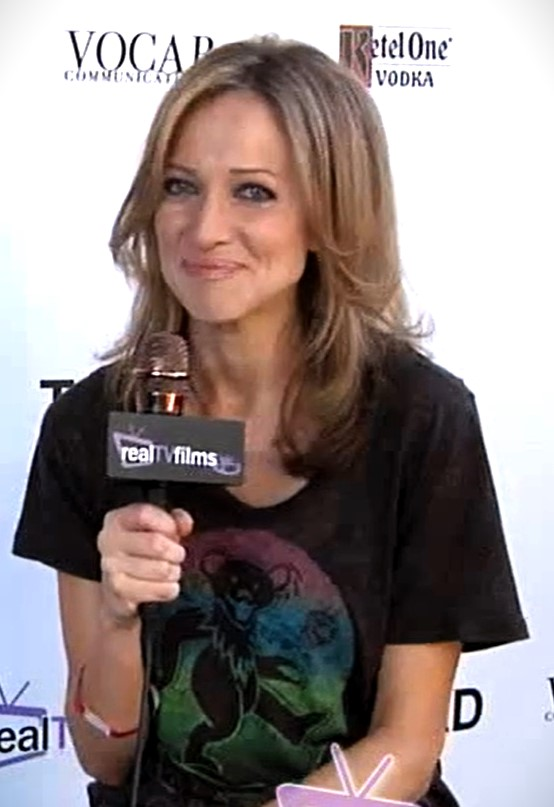
Kate Beahan, 2011

Kate Beahan (* 12. Oktober 1974 in Perth, Western Australia) ist eine australische Schauspielerin.

## Karriere
Kate Beahan hatte ihre erste größere Rolle im Jahr 2000 als Bordellbesitzerin in dem Film Chopper, einer Verfilmung über den australischen Kriminellen und psychotischen Gewalttäter Mark Brandon „Chopper“ Read, der von Eric Bana verkörpert wurde. Bis 2005 spielte sie überwiegend in Serien und Filmen im australischen Fernsehen, siedelte jedoch um diese Zeit in die USA über. 2005 mimte sie – neben Jodie Foster und Sean Bean – in Robert Schwentkes Thriller Flightplan – Ohne jede Spur eine Stewardess, die mit dem Kidnapper gemeinsame Sache macht. Eine weitere Rolle hatte sie in dem Horrorstreifen The Wicker Man (2006) neben Nicolas Cage.
Deutsche Synchronsprecherinnen von Beahan sind unter anderem Claudia Urbschat-Mingues, Christin Marquitan und Claudia Gáldy.

## Filmografie (Auswahl)
Filme
- 1999: Strange Planet
- 2000: A Wreck, a Tangle
- 2000: Chopper
- 2000: Lost Souls – Verlorene Seelen (Lost Souls)
- 2002: Countdown – Der Tod fährt mit (Seconds to Spare)
- 2002: Crocodile Hunter – Auf Crash-Kurs (The Crocodile Hunter: Collision Course)
- 2003: Blackjack (Fernsehfilm)
- 2003: After the Deluge (Fernsehfilm)
- 2003: Matrix Revolutions (The Matrix Revolutions)
- 2003: Splitsville (Fernsehfilm)
- 2005: Flightplan – Ohne jede Spur (Flightplan)
- 2006: The Return
- 2006: The Wicker Man
- 2007: One of Our Own
- 2011: Burning Man
- 2014: Jack Irish – Dead Point (Fernsehfilm)
- 2015: Southbound
- 2016: Goldstone
- 2019: The Report

Fernsehserien
- 1993;1994: Ship to Shore (2 Folgen)
- 1997: The Gift (26 Folgen)
- 1999: Home and Away (3 Folgen)
- 2000: Water Rats – Die Hafencops (Water Rats, 5 Folgen)
- 2001: Love Is A Four-Letter Word (26 Folgen)
- 2001: Outriders – Abenteuer Australien (Outriders, 5 Folgen)
- 2001: Farscape (Folge 3x18)
- 2002: Young Lions (2 Folgen)
- 2008: Boston Legal (Folge 4x17)
- 2010: Rake (Folge 2x05)
- 2012: Kendra (4 Folgen)
- 2013: Perception (Folge 1x07)
- 2013–2015: Mistresses (9 Folgen)
- 2014: Franklin & Bash (Folge 4x02)
- 2015: Satisfaction (Folge 2x06)
- 2015: Navy CIS (NCIS, Folgen 12x23–12x24)
- 2016: Insecure (Folge 1x03)
- 2016: Navy CIS: New Orleans (NCIS: New Orleans, Folge 2x05)
- 2016: Devious Maids – Schmutzige Geheimnisse (Devious Maids, Fernsehserie, 3 Folgen)
- 2017: Law & Order True Crime (2 Folgen)
- 2018: Lucifer (Folge 3x12)
- 2018: Hawaii Five-0 (Folge 8x21)
- 2022: Troppo (7 Folgen)
- 2022–2023: Surviving Summer (11 Folgen)
- 2022: Der Denver-Clan (Dynasty, 2 Folgen)
- 2023: Extrapolations (Folge 1x01)
- 2023: The Horror of Dolores Roach (2 Folgen)